# Comuna Costuleni, Iași
Costuleni este o comună în județul Iași, Moldova, România, formată din satele Costuleni (reședința), Covasna, Cozia și Hilița.

## Geografie

### Așezare
Comuna Costuleni este situată în sud-estul județului, pe malul drept al râului Jijia. Este străbătută de șoseaua națională DN28, care leagă Iașiul de punctul de trecere a frontierei de la Albița.

### Climă
Clima comunei Costuleni este temperat continentală, temperatura medie anuală fiind de 9,8 °C,temperatura medie a lunii ianuarie este de -3,7 °C si a lunii iulie de 20,8 °C.
Umiditatea relativă a anului se înscrie cu valori cuprinse între 84,1% în luna ianuarie și 64,6% în luna iulie.

### Distribuția solului
În Costuleni distribuția solului este relativ dezechilibrată, aprox. 70% din suprafața totală a comunei fiind teren agricol și doar 30% din suprafața totală a comunei fiind teren împădurit.

### Fondul forestier
Pădurile de foioase acoperă versanții nordici și dealurile din sud, sud-est, precum si zona de nord-est a comunei.
Defrișările sunt aproape nule, în timp ce în pădurea Bacalu s-a plantat pin negru, dud și nuc, în pădurea Albina nuc și în pădurea Rotari salcâm, stejar, gorun și frasin.

### Terenuri agricole
Ocupând aprox. 70% din teritoriul comunei, terenurile agricole au un potențial de fertilitate diferit.Solurile cu pretabilitate foarte bună pentru culturile de grâu și cele cu pretabilitate bună, cu limitări reduse ocupă doar 19% din totalul terenurilor agricole, în timp ce terenurile cu pretabilitate mijlocie, cu limitări moderate ocupă 22% din terenurile agricole.Suprafețele cu pretabilitate redusă,cu limitari severe ocupă 35% din terenurile agricole, iar terenurile cu limitări foarte severe (zone mlăștinoase, erodate) ocupă 10% din totalul terenurilor agricole.Restul suprafeței agricole reprezintă terenuri în panta, ocupate cu vii și livezi.

## Demografie
Componența etnică a comunei Costuleni
     Români (74,75%)
     Alte etnii (0,07%)
     Necunoscută (25,17%)
Componența confesională a comunei Costuleni
     Ortodocși (73,53%)
     Alte religii (0,74%)
     Necunoscută (25,74%)
Conform recensământului efectuat în 2021, populația comunei Costuleni se ridică la 4.080 de locuitori, în scădere față de recensământul anterior din 2011, când fuseseră înregistrați 4.276 de locuitori. Majoritatea locuitorilor sunt români (74,75%), iar pentru 25,17% nu se cunoaște apartenența etnică. Din punct de vedere confesional, majoritatea locuitorilor sunt ortodocși (73,53%), iar pentru 25,74% nu se cunoaște apartenența confesională.

## Politică și administrație
Comuna Costuleni este administrată de un primar și un consiliu local compus din 15 consilieri. Primarul, Mirică Dodan[*], de la Partidul Național Liberal, este în funcție din 2016. Începând cu alegerile locale din 2024, consiliul local are următoarea componență pe partide politice:
|  | Partid                          | Consilieri | Componența Consiliului | Componența Consiliului | Componența Consiliului | Componența Consiliului | Componența Consiliului | Componența Consiliului | Componența Consiliului | Componența Consiliului |
|  | ------------------------------- | ---------- | ---------------------- | ---------------------- | ---------------------- | ---------------------- | ---------------------- | ---------------------- | ---------------------- | ---------------------- |
|  | Partidul Național Liberal       | 8          |                        |                        |                        |                        |                        |                        |                        |                        |
|  | Partidul Social Democrat        | 5          |                        |                        |                        |                        |                        |                        |                        |                        |
|  | Alianța pentru Unirea Românilor | 2          |                        |                        |                        |                        |                        |                        |                        |                        |

## Istorie
La sfârșitul secolului al XIX-lea, comuna făcea parte din plasa Braniștea a județului Iași si era formată din satele Costuleni și Măcărești, cu o populație de 1408 locuitori. În comună existau o moară de vânt și una de aburi, două biserici și două școli cu 74 de elevi (dintre care 5 fete). La acea vreme, pe teritoriul actual al comunei mai funcționau, în plasa Podoleni a județului Fălciu și comunele Covasna și Cozia. Comuna Cozia era formată din satele Cozia și Petcu și avea 719 locuitori și o biserică ridicată în 1874. Comuna Covasna era formată doar din satul de reședință și avea 1256 de locuitori, o biserică construită în 1866 și o școală cu 27 de elevi (dintre care 4 fete).
Anuarul Socec din 1925 consemnează comuna în plasa Codru a județului Iași, având 2668 de locuitori în satele Costuleni, Hilița și Măcărești. Aceeași sursă consemnează desființarea comunei Cozia și alipirea satului Cozia la comuna Covasna, comuna rezultată având 1914 locuitori și făcând parte din plasa Răducăneni a județului Fălciu. În 1931, comuna Covasna a fost desființată, satul Covasna trecând la comuna Costuleni din județul Iași, iar satul Cozia — la comuna Răducăneni din județul Fălciu.
În 1950, comuna Costuleni a fost transferată raionului Iași din regiunea Iași. În 1968, comuna a revenit la județul Iași, reînființat, preluând și satul Cozia.

## Monumente istorice
Patru obiective din comuna Costuleni sunt incluse în lista monumentelor istorice din județul Iași ca monumente de interes local. Două sunt clasificate ca situri arheologice: situl de la „Curmătura”, aflat la 150 m sud de satul Covasna, cuprinzând așezări din secolele al IV-lea–al II-lea î.e.n. (perioada Latène), perioada Halstatt, secolele al II-lea–al III-lea (epoca romană), secolele al VIII-lea–al X-lea (Evul Mediu Timpuriu) și secolele al XVII-lea–al XVIII-lea; situl de pe dealul Hiliței, aflat la 1 km vest-nord-vest de satul Hilița, conține așezări din secolele al V-lea–al III-lea (Latène-ul timpuriu), secolele al II-lea–al IV-lea (epoca daco-romană) și paleoliticul superior (gravettian). Celelalte două obiective sunt clasificate ca monumente de arhitectură — biserica „Sfântul Nicolae” (1858) din satul Costuleni; și biserica de lemn „Sfântul Nicolae” (1739) din satul Covasna.

## Economie
Economia comunei Costuleni are un caracter preponderent agricol și zootehnic, mai ales în privința viticulturii și pomiculturii.
Dezvoltarea pomiculturii și viticulturii este favorizată de climă și de tipul solului întâlnit în zonă.

## Personalități născute aici
- Dumitru Cobzaru (n. 1972), istoric, teolog (arhimandrit).